# Kalenićki Prnjavor
Kalenićki Prnjavor (em cirílico: Каленићки Прњавор) é uma vila da Sérvia localizada no município de Rekovac, pertencente ao distrito de Pomoravlje, na região de Šumadija, Levač. A sua população era de 145 habitantes segundo o censo de 2011.

## Demografia
| 1948 | 1953 | 1961 | 1971 | 1981 | 1991 | 2002 | 2011 |
| ---- | ---- | ---- | ---- | ---- | ---- | ---- | ---- |
| 307  | 313  | 310  | 286  | 251  | 193  | 154  | 145  |